# Lysandra ossmar
Lysandra ossmar is een vlinder uit de familie van de Lycaenidae. De wetenschappelijke naam van de soort is voor het eerst gepubliceerd in 1853 door Paul Bernhard Gerhard.

## Ondersoorten
- Lysandra ossmar ossmar (Gerhard, 1853)
- Lysandra ossmar ankara (Schurian & Hofmann, 1983)
- Lysandra ossmar olympica (Lederer, 1852)

## Verspreiding
De soort komt voor in Turkije